# Stanford on Teme
Stanford on Teme är en by i civil parish Stanford with Orleton, i distriktet Malvern Hills, i grevskapet Worcestershire, i England. Byn är belägen 18 km från Worcester. Stanford on Teme var en civil parish fram till 1933 när blev den en del av Stanford with Orleton. Civil parish hade 144 invånare år 1931. Byn nämndes i Domedagsboken (Domesday Book) år 1086, och kallades då Stanford.